# Täler der Mittleren Flächenalb
Das Gebiet Täler der Mittleren Flächenalb ist ein 2007 eingerichtetes und mit Verordnung vom 5. Februar 2010 durch das Ministerium für Ernährung und Ländlichen Raum festgelegtes Europäisches Vogelschutzgebiet (Schutzgebietskennung DE-7624-441) in Teilen der baden-württembergischen Landkreise Biberach und Reutlingen, des Alb-Donau-Kreises sowie des Stadtkreises Ulm in Deutschland.

## Beschreibung
Beschrieben wird das Gebiet Täler der Mittleren Flächenalb als „Tallandschaften der Schwäbischen Alb mit Wacholderheiden, Magerrasen, naturnahen Wäldern, Felskomplexen und Fließgewässern mit einem kurzen Abschnitt der Donau“.

### Lebensraumklassen
|                                                         |                                                         |  |      |      |
| Laubwald                                                | Laubwald                                                |  | 22 % | 22 % |
| Mischwald                                               | Mischwald                                               |  | 50 % | 50 % |
| Nadelwald                                               | Nadelwald                                               |  | 3 %  | 3 %  |
| Binnengewässer, stehend und fließend                    | Binnengewässer, stehend und fließend                    |  | 4 %  | 4 %  |
| Melioriertes Grünland, Trockenrasen, Heide, Gestrüpp    | Melioriertes Grünland, Trockenrasen, Heide, Gestrüpp    |  | 17 % | 17 % |
| Binnenlandfelsen, Geröll- und Schutthalden, Sandflächen | Binnenlandfelsen, Geröll- und Schutthalden, Sandflächen |  | 2 %  | 2 %  |
| Anderes Ackerland                                       | Anderes Ackerland                                       |  | 2 %  | 2 %  |
|                                                         |                                                         |  |      |      |

## Lage
Die 16 Teilgebiete des rund 5.700 Hektar (ha) großen Vogelschutzgebiets Täler der Mittleren Flächenalb verteilen sich auf neun Städte und acht Gemeinden  in drei Landkreisen und einem Stadtkreis:
- Alb-Donau-Kreis (4.034,6 ha)
  - Gemeinden Allmendingen (229,96 ha), Dornstadt (72,06 ha), Emeringen (70,84 ha), Lauterach (372,94 ha), Obermarchtal (179,29 ha), Rechtenstein (54,11 ha) und Untermarchtal (45,17 ha)
  - Städte Blaubeuren (786,67 ha), Blaustein (643,77 ha), Ehingen (Donau) (502,02 ha), Munderkingen (149,54 ha) und Schelklingen (928,21 ha)
- Landkreis Biberach (6,3 ha)
  - Stadt Riedlingen (6,27 ha)
- Landkreis Reutlingen (1.519,5 ha)
  - Gemeinde Zwiefalten (391,30 ha)
  - Städte Hayingen (701,28 ha) und Münsingen (426,89 ha)
- Stadtkreis Ulm (132,0 ha)
  - Stadt Ulm (132,03 ha)

## Schutzzweck
Die gebietsbezogenen Erhaltungsziele sind je nach Art unterschiedlich beschrieben:

### Berglaubsänger (Phylloscopus bonelli)

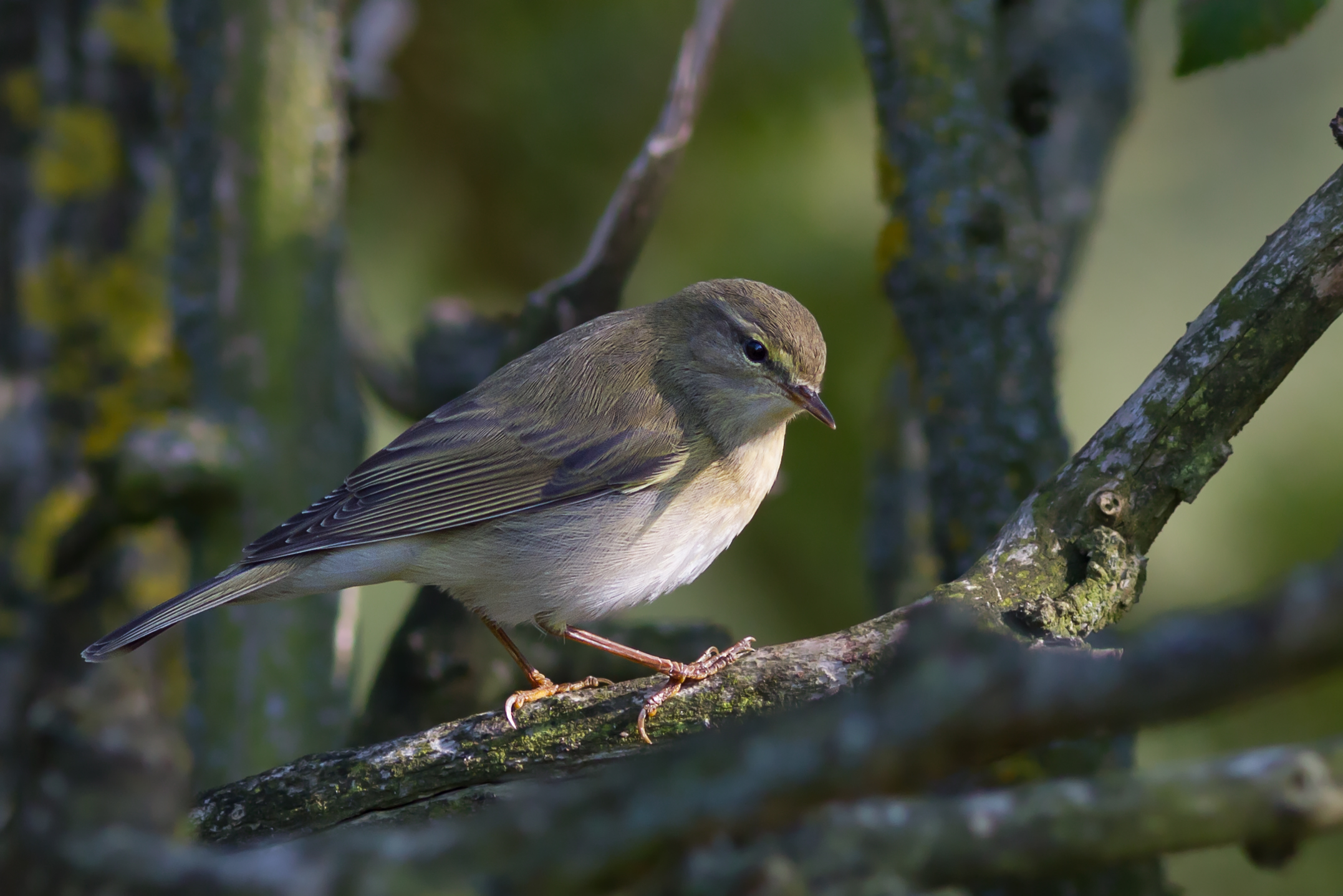
Berglaubsänger

Erhaltung von lichten, stufig aufgebauten Waldbeständen an warmen, südexponierten, steil abfallenden Hängen mit Felspartien sowie Steinschutthalden oder Erosionsstellen mit spärlicher Strauchschicht und reichlicher Krautschicht, der Steppenheidegebiete mit spärlichem Baumbestand, wechselnder Strauchschicht und geschlossener Kurzrasendecke sowie störungsfreier oder zumindest störungsarmer Fortpflanzungsstätten während der Fortpflanzungszeit zwischen dem 15. April und dem 15. August.

### Uhu (Bubo bubo)

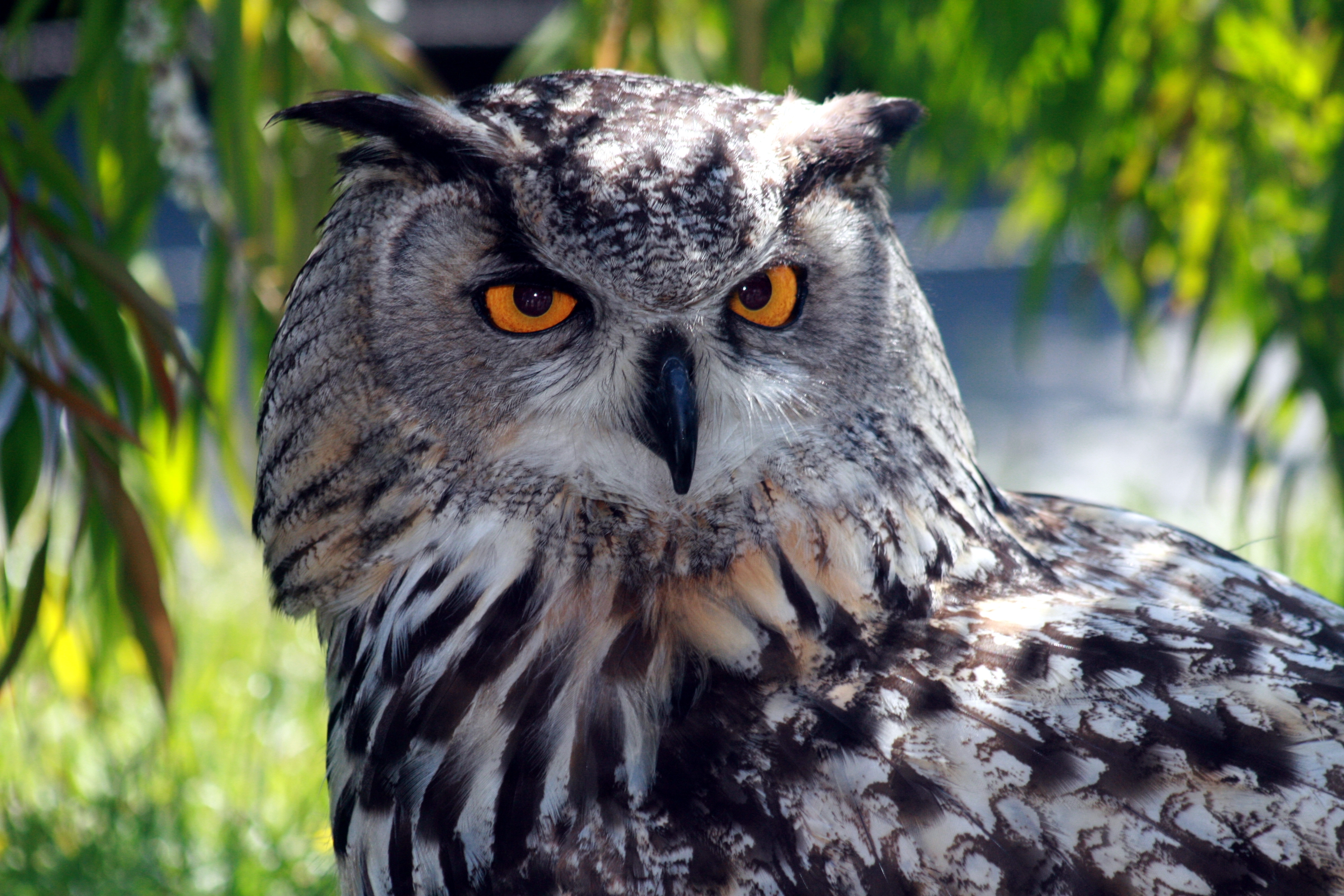
Uhu

Erhaltung der offenen Felswände und von Steinbrüchen jeweils mit Höhlen, Nischen und Felsbändern, Erhaltung von reich strukturierten Kulturlandschaften im Umfeld von vorgenannten Lebensstätten, von offenem Wiesengelände mit Heckenstreifen, Erhaltung der Lebensräume ohne Gefahrenquellen wie nicht vogelsichere Freileitungen und Windkraftanlagen sowie störungsfreier oder zumindest störungsarmer Fortpflanzungs- und Ruhestätten.

### Wanderfalke (Falco peregrinus)
Erhaltung der offenen Felswände und von Steinbrüchen jeweils mit Höhlen, Nischen und Felsbändern, Erhaltung der Lebensräume ohne Gefahrenquellen wie nicht vogelsichere Freileitungen und ungesicherte Schornsteine sowie Erhaltung störungsfreier oder zumindest störungsarmer Fortpflanzungsstätten während der Fortpflanzung in der Zeit vom 15. Februar bis 30. Juli.